# الجياسر
الجياسر هي قرية سعودية تقع في المدينة المنورة وهي من قرى الموازين من ذوي عون من بني عبد الله من مطير، وتقع غرب من الوبره وجنوب غرب عن ثرب. الجياسر من أكبر الهجر بعد ثرب. وتبعد 120 كم غرباً عن مدينة عفيف و80 كم شرقاً عن مهد الذهب 25 كم جنوباً.

## سبب التسمية
سميت الجياسر بهذا الاسم نسبة إلى جبال الجياسر المجاورة لها من الغرب، ويربطها خط معبد عن طريق ثرب المهد المدينة، وكذلك الآخر عن طريق محافظة عفيف وتحتل المركز الثاني بعد ثرب من ناحية السكان وكبر المساحة، وتتميز قرية الجياسر بغزارة المياه الجوفية، وتحتل المركز الأول من هذه الناحية، وهي الآن تشهد نهضة عمرانية كبيرة.